# Isthmocoris slevini
Isthmocoris slevini är en insektsart som först beskrevs av Van Duzee 1928.  Isthmocoris slevini ingår i släktet Isthmocoris och familjen Geocoridae. Inga underarter finns listade i Catalogue of Life.